# Peter Beaumont (Journalist)
Peter Beaumont (* 28. November 1961 in Skegness, Lincolnshire) ist ein britischer Journalist. Er arbeitet für den Observer und den Guardian.

## Leben
Beaumont hat als Reporter aus Konfliktzonen und Kriegsgebieten berichtet, einschließlich Afghanistan und Irak, Kosovo, Mazedonien und Bosnien, Naher und Mittlerer Osten (Israel, Libanon, Gazastreifen) sowie Libyen, Sudan, Liberia, Burundi und Angola.
Er gilt als Terrorismus- und Sicherheitsexperte.
Beaumont besuchte die Hampton Grammar School in London und absolvierte ein Studium am Keble College in Oxford. Seit 1989 arbeitet er für den Observer. Er lebt in London.

## Preise und Auszeichnungen
- 2006: Amnesty International Press Award (National Newspaper)[2]
- 2007: Orwell Prize[3]
- 2011: Webby Awards[4]

## Schriften
- The Secret Life of War. Journeys through Modern Conflicts. London: Penguin books 2010. ISBN 978-0-09-952098-6